# 1988年のテレビ (日本)
1988年のテレビ（1988ねんのテレビ）では、1988年（昭和63年）の日本におけるテレビジョン放送全般の動向についてまとめる。

## 番組に関するできごと

### 1月
- 1日 - フジテレビ系で新春恒例特別番組『第25回新春スターかくし芸大会』を放送。今回より1983年の第20回以来続いた二部構成を廃止し、元の一部構成に戻す。
- 3日
  - NHK大河ドラマ『武田信玄』（主演：中井貴一）放送開始（ - 12月18日）。
  - フジテレビ系のミニ紀行・グルメ番組『くいしん坊!万才』の7代目くいしん坊として、俳優の村野武範がこの日の放送から登場（村野は1990年12月30日まで約3年間担当[1]）。

### 2月
- 10日

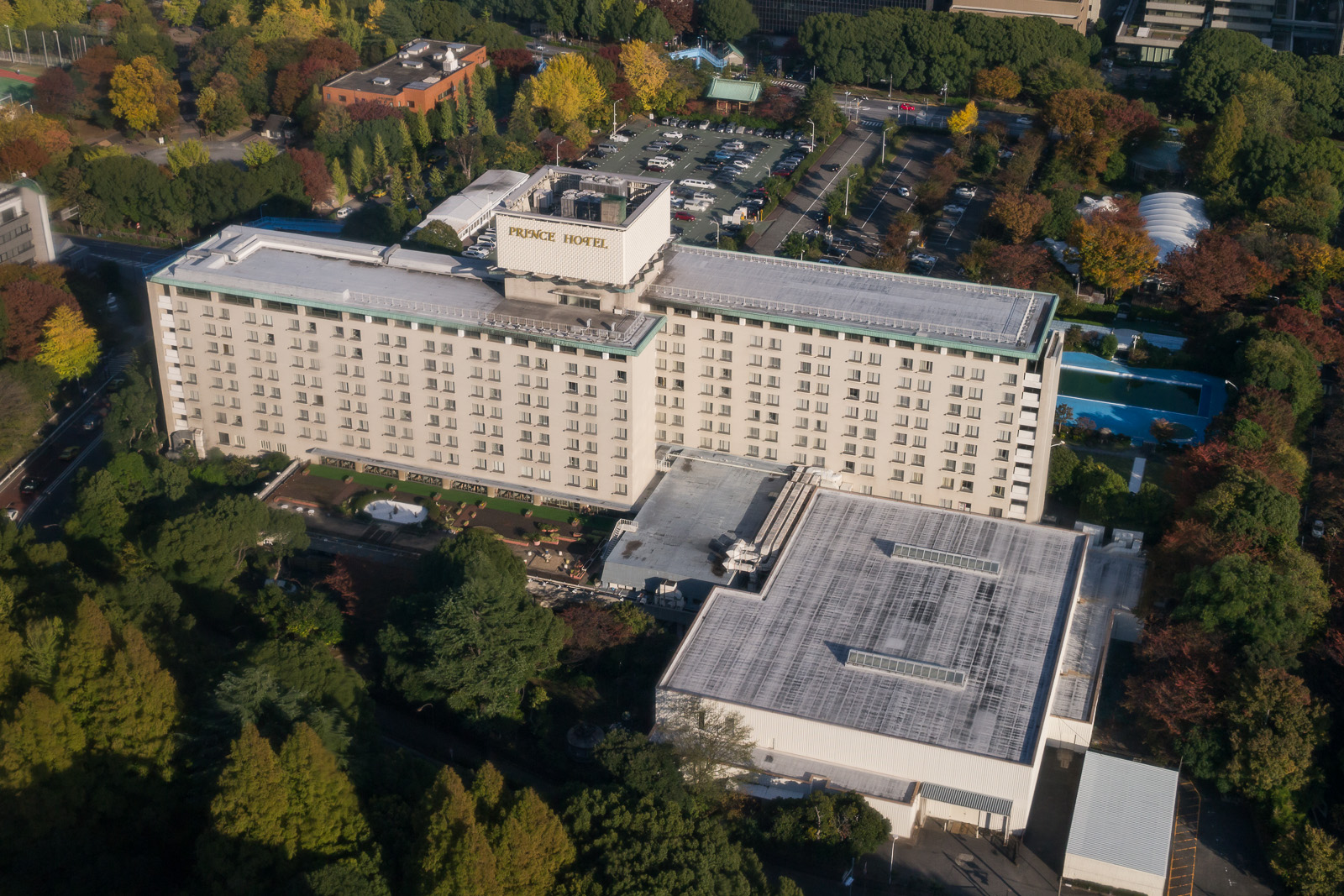
『夜のヒットスタジオ』司会・芳村真理が勇退（2月10日。写真は生放送会場となった東京プリンスホテル）

  - フジテレビ系の歌謡番組『夜のヒットスタジオ』の司会を1968年（昭和43年）11月4日の放送開始より務めた芳村真理が放送1000回をもって勇退。同日は3時間特番『夜のヒットスタジオDELUXE SPECIAL』（20:02-22:52）として、東京プリンスホテルより中継。歴代のパートナー役（前田武彦・井上順、既に故人となっていた三波伸介の代役として伊東四朗）や番組の歴史を飾ってきた人気アーティストら200組以上のタレントが集結し芳村を労った。なお、翌週より古舘伊知郎はそのまま続投（それまでは芳村のパートナー役としての位置づけで司会を務めていたが、芳村勇退を機にメイン格に昇格）したほか、翌々週の2月24日放送分からは俳優の柴俊夫が古舘の新パートナー役として司会に加わる（柴は1989年9月27日の『DELUXE』最終回まで担当）。
  - テレビ朝日系にて、ビートたけし（お笑いタレント）の不祥事で1年間中断していたスポーツバラエティ番組『ビートたけしのスポーツ大将』がこの日から水曜20時枠で再開（ - 1990年2月27日。その後も特番で放送[注 1]）。
- 13日 - TBS系の『クイズダービー』の2枠解答者・山﨑浩子が降板[注 2]。翌週20日より井森美幸に交代。
- 16日 - フジテレビ系の『火曜ワイドスペシャル』で、前年に放送した水泳特番『ジャポーン 女だけの水泳大会』と、1974年以来放送した『オールスター寒中水泳大会』を統合し、夏冬企画『ドキッ!丸ごと水着 女だらけの水泳大会』にリニューアル。1998年まで放送される。
- 22日 - TBS系ナショナル劇場『水戸黄門 第17部』（佐々木助三郎役を務めた里見浩太朗の最終作）が最終回を迎えた[注 3]。翌週29日からは『大岡越前 第10部』がスタート、本部より村上源次郎役の大坂志郎が体調不良の為。佐橋孫兵衛役の佐野浅夫が登場。

### 3月

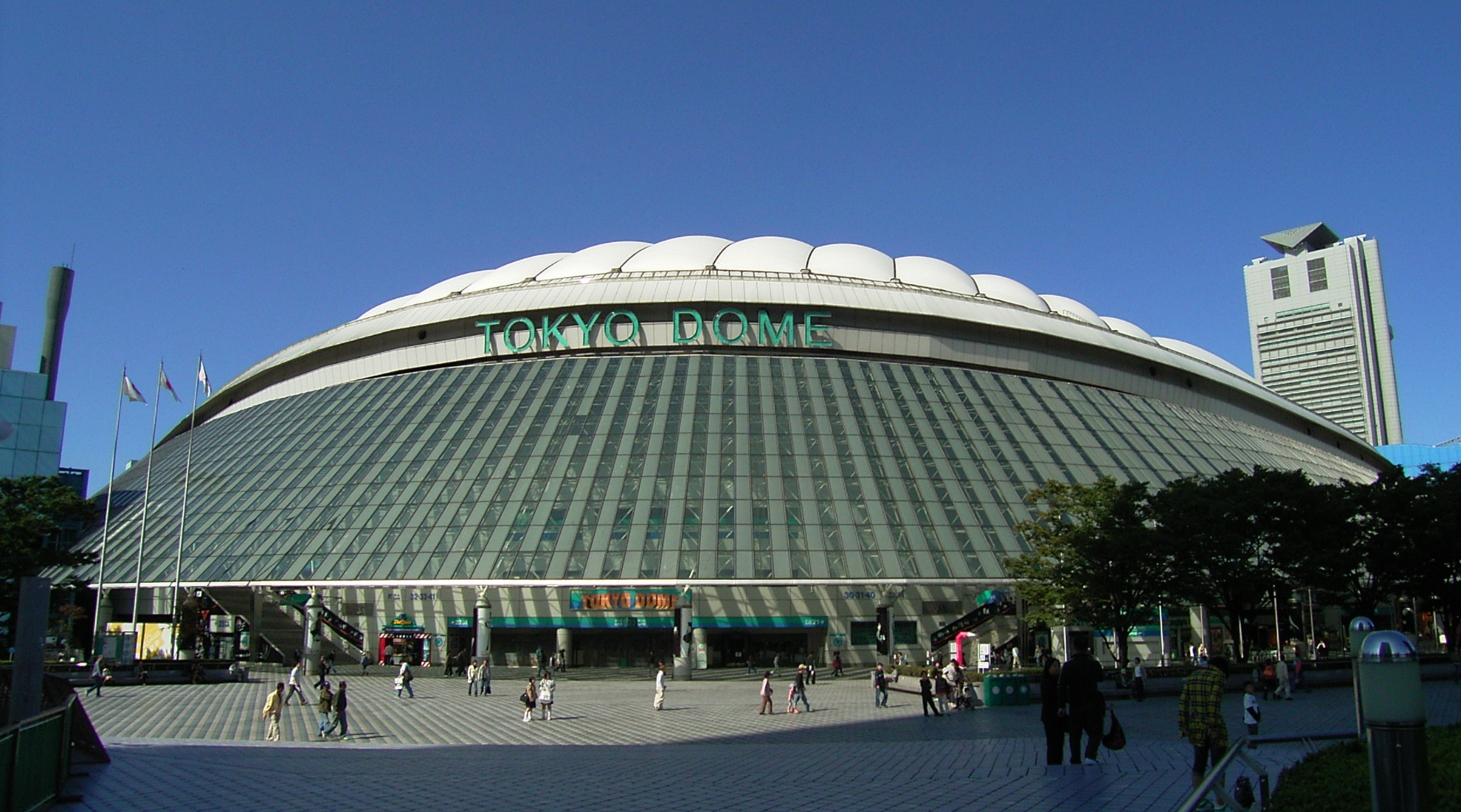
東京ドーム開場（3月18日）

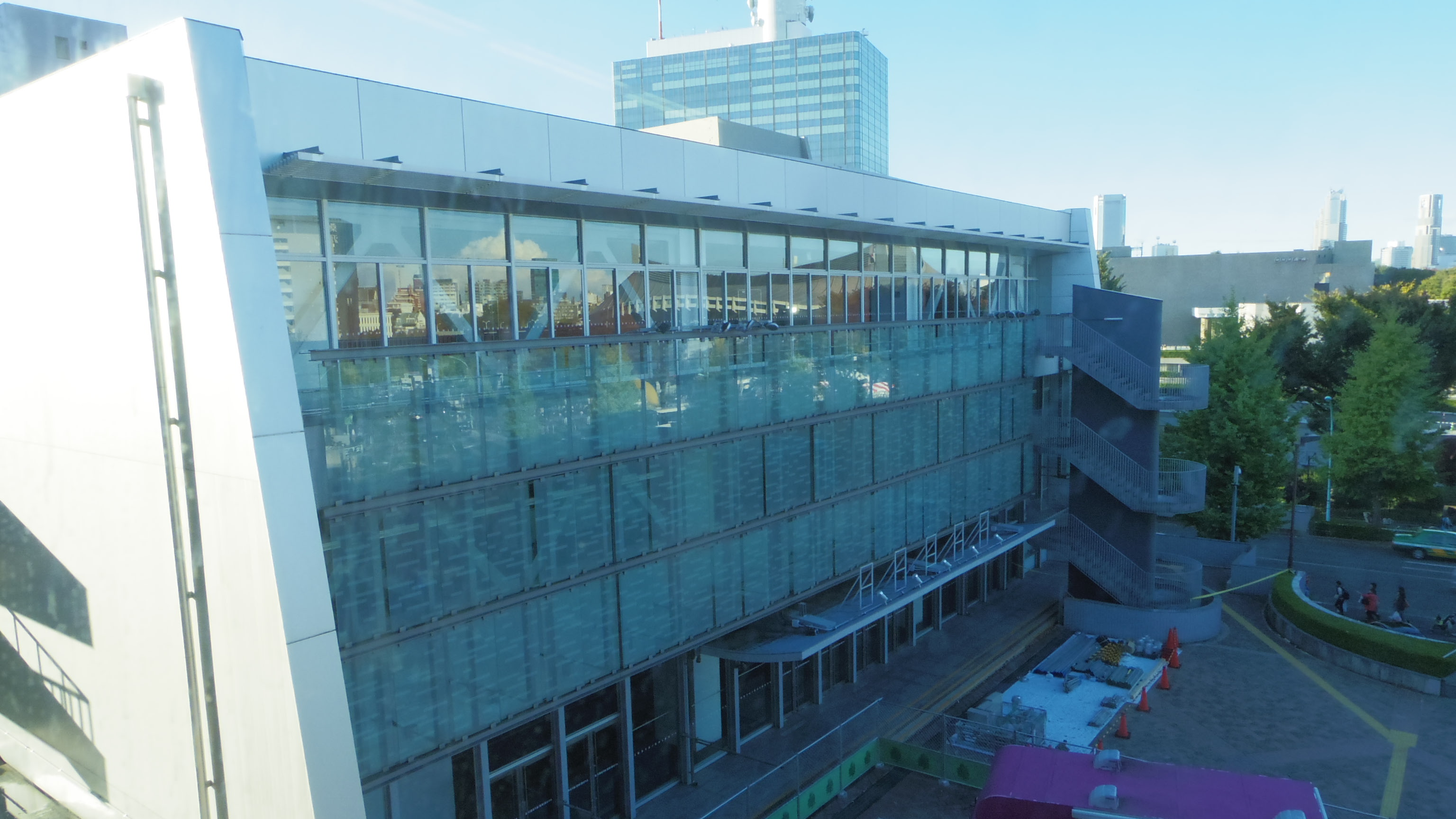
『歌のトップテン』の生放送会場だった旧渋谷公会堂（写真は解体直前の2015年撮影）

- 5日 - 朝日放送（後の朝日放送テレビ）がローカルバラエティ番組『探偵!ナイトスクープ』をこの日から放送開始（以後放送エリアを全国に拡大、2021年現在も継続中）。初代局長は上岡龍太郎。
- 7日 - 日本テレビ系『ズームイン!!朝!』の初代司会を1979年（昭和54年）の放送開始から9年間務めた徳光和夫（当時同局アナウンサー、その後フリーアナウンサーに転身）が卒業。翌8日より2代目司会として福留功男（同）が就任（福留は1998年8月まで担当）。
- 18日
  - 日本テレビ系にて、落成したばかりの日本初の屋根付き球場・東京ドームのこけら落としとなるプロ野球オープン戦「巨人対阪神」戦を中継。この日は前年秋に引退を発表した江川卓（この年から同局専属野球解説者に就任）の引退試合ともなった。また24日にはテレビ朝日系にて「日本ハム対西武」戦を中継（17:30-19:20）した[注 4]。
  - NHK教育テレビで1959年4月から放送されていた、学校放送の道徳教育向け人形劇シリーズ『大きくなる子』の最終シリーズ『ウサギのトント』が、この日をもって終了。29年の歴史に幕。
- 25日 - TBS系のトークバラエティ番組『だぅもありがと!』（花王一社提供）がこの日、記念すべき放送100回目をもって終了[2]。
- 26日 - 日本テレビ系の『全日本プロレス中継』がこの日を最後にゴールデンタイムでの放送を終了。この日の古河大会が同番組の最後の全国ネット向け生中継となった。
- 28日 - 日本テレビ系の歌謡番組『歌のトップテン』の渋谷公会堂からの公開生放送で、この日「AL-MAUJ」で第6位にランクインした中森明菜の歌唱中に、統合失調症の男がステージに乱入、中森にノートを投げつけ警備員に取り押さえられるという事件があった。この事件を契機に、渋谷公会堂から日テレGスタジオからの非公開生放送の割合が増え、その後は非公開に完全移行した。
- 31日
  - フジテレビ系
    - この日20時より、開局30周年記念特別番組『フジテレビ30年史 秘蔵VTR一挙大公開』を3時間にわたって放送。
    - 『プロ野球ニュース』のキャスターを長年にわたって務めた佐々木信也（1976年開始当時から平日担当）とみのもんた（1980年4月より土・日曜担当）がそろって卒業。同じくしてフジの夜ニュース枠は『FNN DATE LINE』本体を解体し、4月より『ニュース最終版』というコンプレックス枠となり、平日は前半が『プロ野球ニュース』、後半が『FNN DATE LINE』となる（週末はその逆で『DATE LINE』15分→『プロ野球ニュース』1時間という構成）。
- フジテレビ系にて『第1回人間地上絵グランプリ』（15日、火曜ワイドスペシャル）、日本テレビ系にて『第1回全日本人文字コンテスト』（24日、木曜スペシャル）といった、いずれもコンセプトがよく似ているが人文字を題材にした参加型特別番組を放送。前者は10月、後者は12月に第2回が放送された。

### 4月
- 1日
  - フジテレビ系では報道番組がリニューアル。まず『FNNモーニングコール』は病気療養中の山川千秋[注 5]に代わって小林穂波がメインキャスターに起用。サブキャスターは和田圭（後に同局報道局政治部編集委員に就任）、寺田理恵子アナウンサーが担当。『FNNスピーク』は前番組のメインキャスター・露木茂が再任。アシスタントは中村奈緒美が担当。なお、金曜日は野間修平と城ヶ崎祐子が担当。『FNNスーパータイム』は平日がフリーとなった逸見政孝とそれまで金・土・日曜日を担当した安藤優子の全曜日担当に、休日を同局所属の黒岩祐治（のちに神奈川県知事）とアナウンサーの小田多恵子が担当。『プロ野球ニュース』は新司会として平日を野崎昌一アナウンサーと須田珠理が、休日を中井美穂アナウンサーが担当。『FNNデイトライン』は司会に平日を上田昭夫、アシスタントを露木と入れ違いで小出美奈アナウンサーが、休日を山中秀樹アナウンサーが務めた。また平日昼のワイドショーの先駆けとして親しまれた『3時のあなた』がこの日をもって終了、20年の歴史に幕。20年前（1968年）の番組開始初日と同じであった。後番組として翌週より『FNNスピーク』の前メインキャスター・須田哲夫司会の『タイム3』が放送開始（ - 1993年9月）アシスタントは笠井信輔、岩瀬惠子両アナウンサー（アナウンサーなどの役職はいずれも当時）。
  - TBS系『3時にあいましょう』の総合司会を1975年（昭和50年）から担当してきた野村泰治（元NHKアナウンサー）がこの日をもって同番組から勇退、後任に岡部達（当時TBSアナウンサー）と城戸真亜子（画家・タレント）に交代し、1992年3月まで担当した。
  - NHK総合で1974年（昭和49年）に放送開始した『ニュースセンター9時』がこの日をもって終了、14年の歴史に幕。
- 3日
  - フジテレビのクイズ番組『クイズ・ドレミファドン!』がこの日をもって終了、11年半・586回の歴史に幕。
  - NHK総合の若者向け音楽番組『ヤングスタジオ101』がこの日の放送をもって終了。これで『ステージ101』『レッツゴーヤング』『101』と続いた日曜夕方の音楽番組枠が途切れ、翌週4月10日より経済情報番組『NHK経済マガジン』（ - 1993年4月4日）が放送開始。
  - NHK総合で1981年（昭和56年）から放送されたクイズ番組『クイズ面白ゼミナール』が司会の鈴木健二（当時NHKアナウンサー）の退職に伴いこの日をもって放送終了、7年の歴史に幕。
- 4日
  - NHKが昭和63年度の新年度編成を開始。総合テレビで平日に朝の『NHKモーニングワイド』、夕方の『イブニングネットワーク』、夜9時枠の『NHKニュースTODAY』といったワイドニュース番組を新設。連続テレビ小説第40作『ノンちゃんの夢』（主演：藤田朋子）放送開始（ - 10月1日）。
  - 日本テレビが平日帯枠を大改編。11時台の『NNN昼のニュース』を小林完吾アナウンサーが担当。12時台の『午後は○○おもいッきりテレビ』は新アシスタントに元テレビ岩手アナウンサーの高橋佳代子が登板。17時台後半に萩本欽一メインのバラエティ番組『欽きらリン530!!』がスタート。夕方18時台には『NNNニュースプラス1』がスタート（ - 2006年3月）。メインキャスターは徳光和夫、アシスタントは深堀恵美子、スポーツコーナーは日高直人両アナウンサーが担当。土曜版は『日曜夕刊』と共に芦沢俊美、井田由美両アナウンサーが担当。そして19時台に青島幸男司会の情報番組『追跡』（ - 1994年）といった帯番組を放送開始。また23時枠の『NNNきょうの出来事』はこれまでのニュース専門からスポーツニュースを新たに加え1時間枠に拡大し『NNNきょうの出来事 Sports&News』に改題。司会は月 - 木曜を真山勇一、櫻井よしこ。金 - 日曜を舛方勝宏、青尾幸両アナウンサー。月 - 木曜のスポーツコーナーを松永二三男アナウンサーが担当。
  - テレビ東京にて、ニュース・日経夕刊&日経朝刊に代わる新たな夜の経済ニュース番組として、『ワールドビジネスサテライト』が放送開始。2025年現在も続く長寿報道番組となる。当初の放送時間は平日の23:30～24:15で、初代メインキャスターは小池百合子（当時の芸名は小池ユリ子、2016年より東京都知事）。
- 5日 - フジテレビ系『火曜ワイドスペシャル』の名物企画『ドリフ大爆笑'88』、本年最初の放送となったこの日は「100回記念特別総集編」として放送された[注 6]。
- 6日
  - テレビ朝日系水曜21時枠にて、東映制作・藤田まこと主演の刑事ドラマ『はぐれ刑事純情派』（第1シリーズ）が放送開始。2005年まで全18作、2009年に終了するまで続く人気シリーズに成長した。
  - TBS系列では、後述の『土曜ドラマスペシャル』設置に伴い、3月まで土曜23時に放送されていた『中村敦夫の地球発23時』（毎日放送制作）が同日から水曜19時に移動。しかし、度重なる枠移動に不満を抱いた司会の中村敦夫が降板、これに伴いタイトルを『地球発19時』と改め、司会を設けない形でスタートした。
- 8日 - 『必殺シリーズ』（朝日放送制作）などの影響で、金曜のみ23時開始だったテレビ朝日系報道番組『ニュースステーション』が、この日より金曜も1時間繰上げの22時開始となり、全ての曜日が22時開始に統一された（2000年4月からは21:54開始に変更）。
- 10日
  - NHK総合で『クイズ面白ゼミナール』の後継番組として、当時NHKアナウンサーの大塚範一司会によるクイズ番組『クイズ百点満点』がこの日から放送開始（ - 1994年3月）。
  - 瀬戸大橋開通に伴い、バラエティを含む長時間の特番が各局で放送される。
- 16日 - TBS系土曜22時枠に2時間ドラマ枠『土曜ドラマスペシャル』を設置。1987年9月の『水曜ドラマスペシャル』終了以来半年ぶりの2時間ドラマ復活となった（その後1989年10月に月曜21時枠へ移り『月曜ドラマスペシャル』（後の『月曜ミステリー劇場』→『月曜ゴールデン』→『月曜名作劇場』）となり、土曜22時枠は『ドラマチック22』として継続）。

### 5月
- 5日 - 日本テレビ系『木曜スペシャル』にて、開局35年特別記念番組『スーパー・ドキュメント・スペシャル チョモランマがそこにある!世界最高峰からの初の衛星生中継』を放送（8月19日にも放送[3]）。

### 6月
- 22日 - フジテレビ系『夜のヒットスタジオDELUXE』に、ロック歌手の尾崎豊が出演。自身初のテレビ生出演となる尾崎は「太陽の破片」を歌唱。なお、尾崎は4年後の1992年4月25日に26歳の若さで死去したため、これが最初で最後のテレビ出演となった。

### 7月
- 6日 - TBS系で9月12日より開始の『水戸黄門 第18部』の「風車の弥七」役の中谷一郎が収録中に立ち回りで怪我、右足踝を痛め休養1か月。この為同番組の第14〜18、20〜28、30話まで出演不能となった。
- 16日〜17日 - フジテレビ系にて、前年に続く2回目となる恒例『FNSスーパースペシャル 1億人のテレビ夢列島'88』を放送（16日21時〜17日20:54）[4]。司会はタモリと笑福亭鶴瓶で、タモリは前年に続き2年連続で司会を務めた。
- 30日 - TBS系『クイズダービー』の1枠解答者を務めた篠沢秀夫（学習院大学文学部フランス文学科教授）が降板[注 7]。

### 8月
- 6日 - TBS系『クイズダービー』、篠沢秀夫の後任となる1枠解答者に、ビートたけしの兄で工学博士の北野大が登板。

### 9月

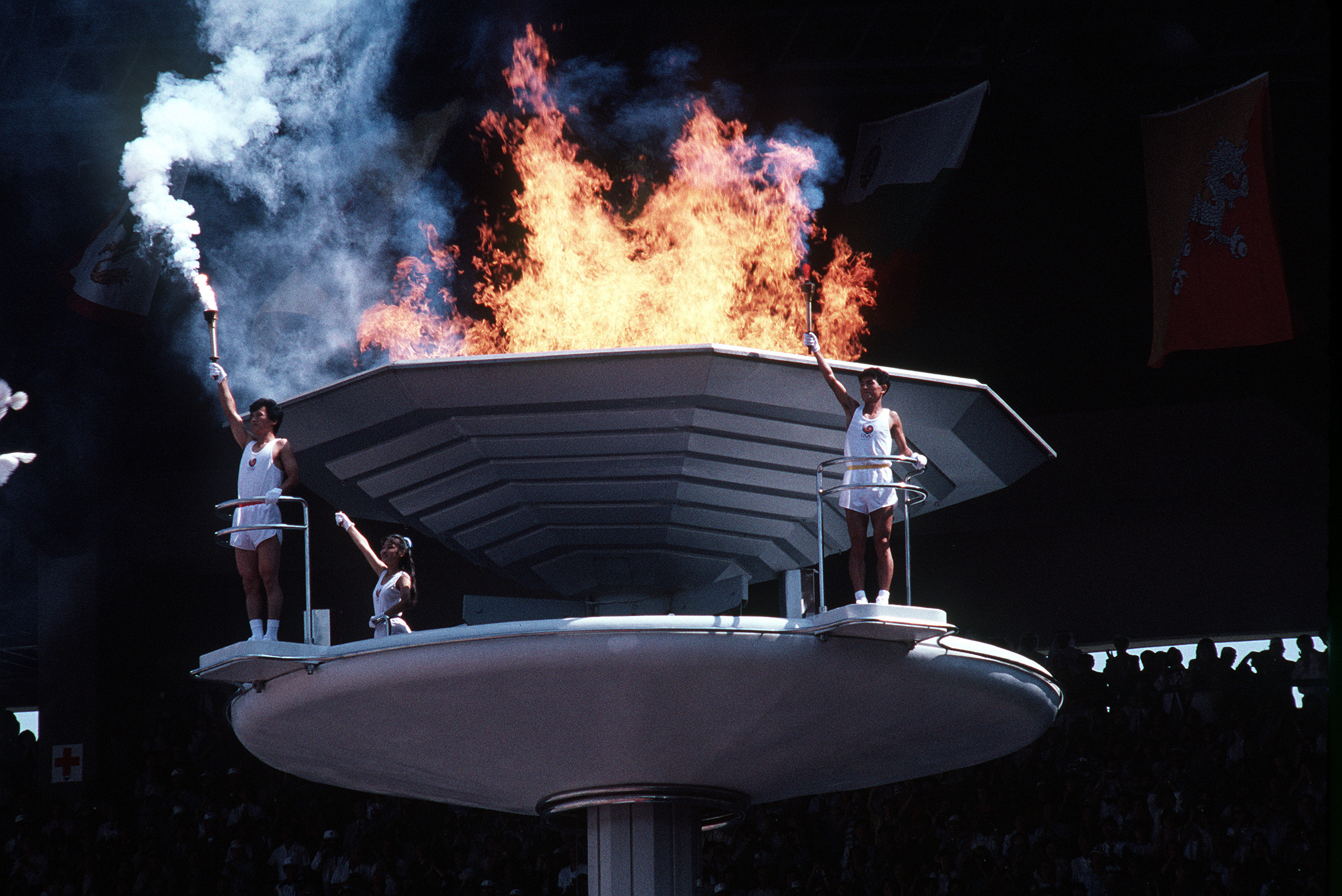
ソウルオリンピック（写真は開会式の聖火、9月17日。NHK総合などで中継）

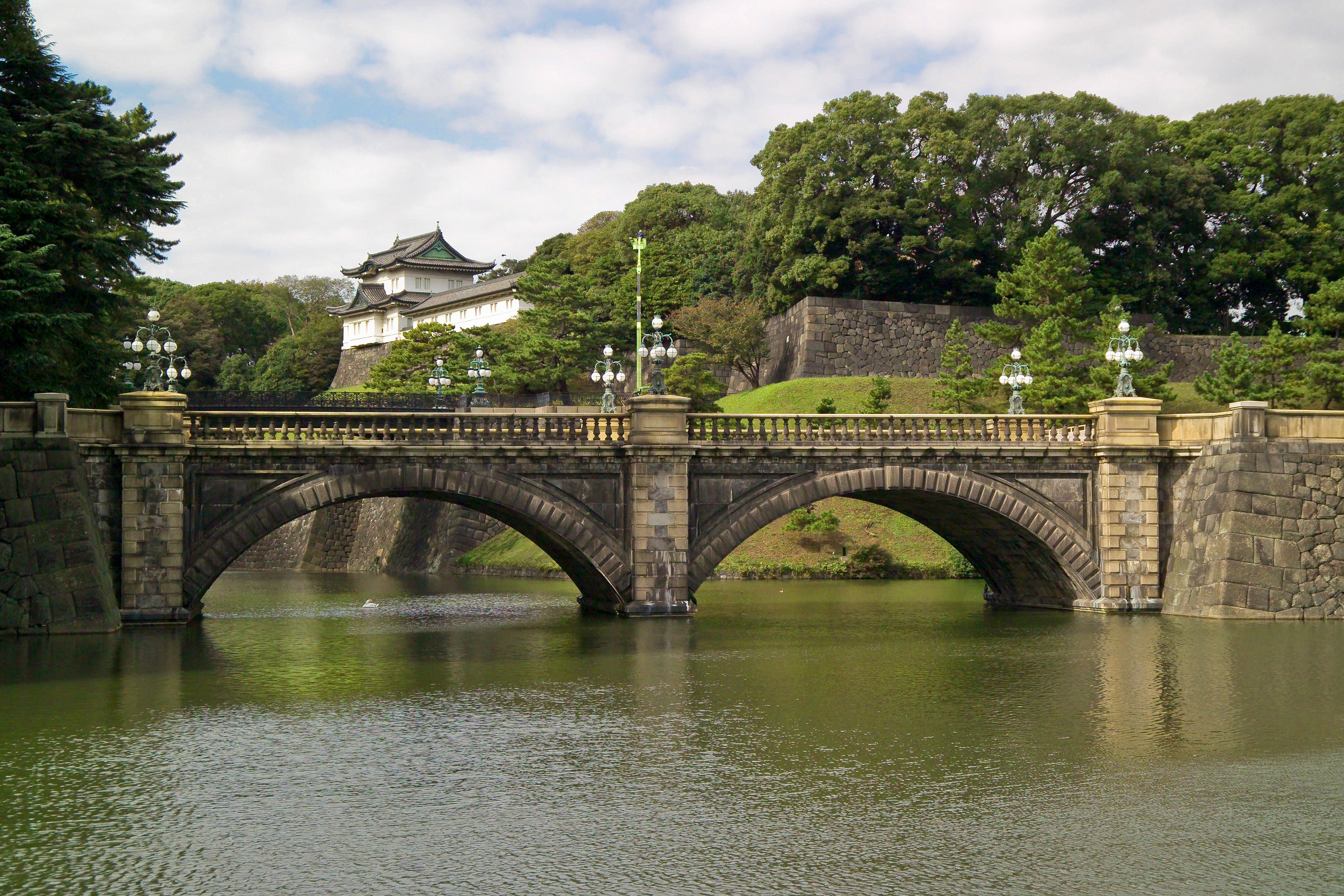
昭和天皇の病状悪化で特別報道体制に。フィラーの中継映像などで皇居が映し出された

- 4日 - テレビ朝日系『象印クイズ ヒントでピント』の女性軍3枠を務めたエッセイストの三好礼子が降板[注 8]。プロ野球中継による1週休止のため18日からは根本りつ子が登板[5]。さらに25日には同軍4枠を務めたタレントの飯星景子が降板[注 9]。
- 12日 - TBS系『水戸黄門 第18部』が放送開始。3代目佐々木助三郎役に就任したあおい輝彦を迎えた新シリーズで、あおい、水戸光圀役の西村晃、伊吹吾郎、高橋元太郎、由美かおる、野村将希といったメンバーの他に台湾高雄出身の歌手・娃娃がレギュラーとして参加[注 10]。また主題歌「ああ人生に涙あり」も新しくなる。
- 17日〜10月2日 - ソウルオリンピックをNHK・民放各局で中継。
- 19日〜 - 昭和天皇の病状悪化により、テレビ各局が特別報道体制となる[6]。昭和天皇は19日夜大量吐血をし、深刻な病状となった。テレビ各局は、昭和天皇の体温・脈拍・血圧・呼吸数などを連日報道し、通常の放送が終了した際、フィラー（皇居の中継映像等）で「天皇陛下のご容体は情報が入り次第お伝えします」などの字幕をつけて対応。1989年1月7日の昭和天皇崩御（逝去）までこの状態が続き、同日から1月9日未明まで、テレビ各局は昭和天皇の特番を終日放送した（民放はCM無し[注 11]）。
- 30日 - TBS系で前年10月に開始された夜10時枠のニュース番組『JNNニュース22プライムタイム』が終了。後番組は翌週より『JNNニュースデスク'88』が開始。

### 10月
- 昭和天皇病状悪化にともなう自粛ムードが高まり、各局でもその対応に追われた。
  - 音楽番組では、TBSを除く各局持ち回りの『日本歌謡大賞』を始め、日本テレビの『日本テレビ音楽祭』やテレビ朝日の『全日本歌謡音楽祭』などといった音楽祭が、次々と休止された。
  - 期首特番では、3日放送のフジテレビ系『'88FNS番組対抗!なるほど!ザ・秋のスペシャル』という、「祭典」を抜かしたタイトルで放送された。
  - フジテレビ系昼のバラエティ番組『森田一義アワー 笑っていいとも!』では、オープニングテーマ「ウキウキWatching」を省略し、アルタビジョンの映像の後いきなり「テレフォンショッキング」に入る方式となった。なお12月26日放送の『'88笑っていいとも!特大号』でも「ウキウキWatching」合唱を中止、代わりに当時の各曜日レギュラーらによる「いいともファッションショー'88」を開催した（詳細は笑っていいとも!特大号#ウキウキWatching合唱を参照）。
  - 『クイズダービー』（TBS系）『クイズ!!ひらめきパスワード』（毎日放送・TBS系）『三枝の愛ラブ!爆笑クリニック』（関西テレビ・フジテレビ系）といったロート製薬一社提供番組（『爆笑クリニック』は前半のみ）は、冒頭のオープニングキャッチが放送されなくなった[注 12]。
- 3日
  - NHK連続テレビ小説第41作『純ちゃんの応援歌』（NHK大阪制作、山口智子主演）放送開始（ - 1989年4月1日）。
  - 日本テレビでやなせたかし（1919年 - ）原作の幼児向けテレビアニメ『それいけ!アンパンマン』が関東ローカル[注 13]で放送開始。同局制作のアニメでは、やなせ没後の2021年現在も継続中の長寿番組となる。
- 6日 - TBS系の歌謡番組『ザ・ベストテン』が放送550回突破を記念し『ザ・ベストテン大移動in鹿児島』と題し、鹿児島市から公開生放送。この日の第1位は男闘呼組「DAY BREAK」[7]。
- 8日（土曜日） - テレビ朝日系の特撮番組『超獣戦隊ライブマン』第32話「ケンプ、血とバラの謎」は、ソウルオリンピック編成により17:30 - 17:55に繰上げて放送（通常は18:00 - 18:25）したが、後半の巨大戦に入る直前に昭和天皇病状に関する臨時ニュースが飛び込み、ストーリーは中断、再開された時は既にストーリーは終了してしまった。そのため後日ローカル枠で再放送を行った[注 14]。なお『スーパー戦隊シリーズ』が臨時ニュースで中断したのは、これが初のケース。
- 9日 - テレビ朝日系の『クイズ ヒントでピント』の女性軍新4枠として女優の東ちづるが登板[8]。
- 12日 - 日本テレビ系で『クイズ世界はSHOW by ショーバイ!!』放送開始（ - 1996年9月）。逸見政孝がフリーになって初めて古巣のフジテレビ以外の局でレギュラー司会を務めた（逸見は1993年の死去まで司会を担当）。
- 13日 - フジテレビ系で9月29日まで木曜21時で放送されていた『なんてったって好奇心』が日曜20時に移動したため、跡地として『とんねるずのみなさんのおかげです』レギュラー放送開始。「仮面ノリダー」等が人気コーナーとなり、以後2度の中断を経て、1997年3月まで続く人気番組となった。

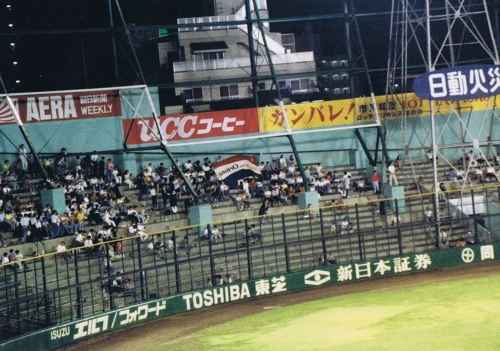
ロッテ対近鉄のダブルヘッダーが行われた川崎球場（写真は1989年撮影）

- 19日 - パ・リーグ公式戦「ロッテVS近鉄」最終戦ダブルヘッダー（川崎球場、いわゆる10.19）を21時以降、ABCのローカル中継からテレビ朝日系全国ネットに切り替えて臨時中継。当初は『はぐれ刑事純情派』を繰り下げる予定だったためノンスポンサーで放送されたが、結局編成が飛ばすことを決断したため『ニュースステーション』までステブレレスで放送し、『ニュースステーション』内でも緊急中継。なおこれに先立って『ニュースシャトル』枠内でも一部全国中継され、これが上記臨時中継へとつながった。
- 22日〜27日 - プロ野球日本シリーズ「西武VS中日」（ナゴヤ球場、西武ライオンズ球場）を中継（フジテレビ系（第1戦）、TBS系（第2・3・4戦）、テレビ朝日系（第5戦）、NHK総合（第4戦））。
- 23日 - 毎日放送・TBS系日曜午前10時台前半枠にて、『仮面ライダーBLACK』に続く、石ノ森章太郎原作の仮面ライダーシリーズ『仮面ライダーBLACK RX』が放送開始。昭和および毎日放送制作の仮面ライダーシリーズとしての最終作となる（ - 1989年9月24日、全47話）。
- 26日 - フジテレビ系で桂三枝（後の六代目桂文枝）と山田邦子の司会によるクイズ番組『クイズ!年の差なんて』が放送開始（ - 1994年9月15日）。

### 11月
- 6日 - テレビ朝日系『第20回全日本大学駅伝対校選手権大会』（名古屋テレビと共同制作）の模様をスタートからゴールまで完全生中継（以後、毎年の恒例となる）。
- 21日
  - 議員証言法の改正で、証人喚問中のテレビ撮影が冒頭部分を除き禁止となったことで、NHKが放送したリクルート前会長の証人喚問の中継においては冒頭部分の内容の静止画で対応した[9]。
  - フジテレビで明石家さんまが先生役で出演、子役を相手にトークを繰り広げたバラエティ番組『あっぱれさんま大先生』がこの日から放送開始（関東ローカル）。以後番組タイトルを変えながら2009年9月まで放送される長寿シリーズとなった。

### 12月
- 7日 - TBS系水曜ドラマ枠で10月から放送中だった『疑惑の家族』（全12話予定）が出演中だった俳優の不祥事により、この日放送の全9話で打ち切り[10]。
- 29日 - TBS系『ザ・ベストテン』の3時間特番『さよなら1988ザ・ベストテン豪華版』を放送。年間ベストテン第1位は田原俊彦の「抱きしめてTONIGHT」[7]。なお、黒柳徹子のパートナー司会を1986年10月から2年3カ月に亘り務めた松下賢次（当時同局アナウンサー）が、本職のスポーツアナウンサーに専念するため、同特番を最後に降板。
- 30日・31日 - 日本テレビ系で年末時代劇スペシャル第4作『五稜郭』（主演：里見浩太朗）放送。
- 31日
  - 第39回NHK紅白歌合戦放送（21:00-23:45）。翌1989年（第40回）から放送時間拡大のため、21時開始となる最後のNHK紅白歌合戦となった。視聴率は53.9%（関東地区、ビデオリサーチ調べ）と、前年比1.3%低下。
  - TBS系で『第30回日本レコード大賞』放送（19:00-20:54）。大賞は光GENJIの「パラダイス銀河」で、ジャニーズ事務所所属アーティストが前回の近藤真彦に続いて2連覇を達成。
- 31日〜1989年1月1日
  - 服部セイコー（セイコーグループの前身）提供・全民放103局（当時）同時ネットの恒例特番『ゆく年くる年』（司会：西田敏行、富田靖子、小宮悦子）がテレビ朝日の制作により、31日23時45分から元日未明にかけて放送。民放版は33回目となるこの回を最後に33年の歴史に幕[注 15]。なおNHK版は2024年現在も継続。

## その他のテレビに関するできごと

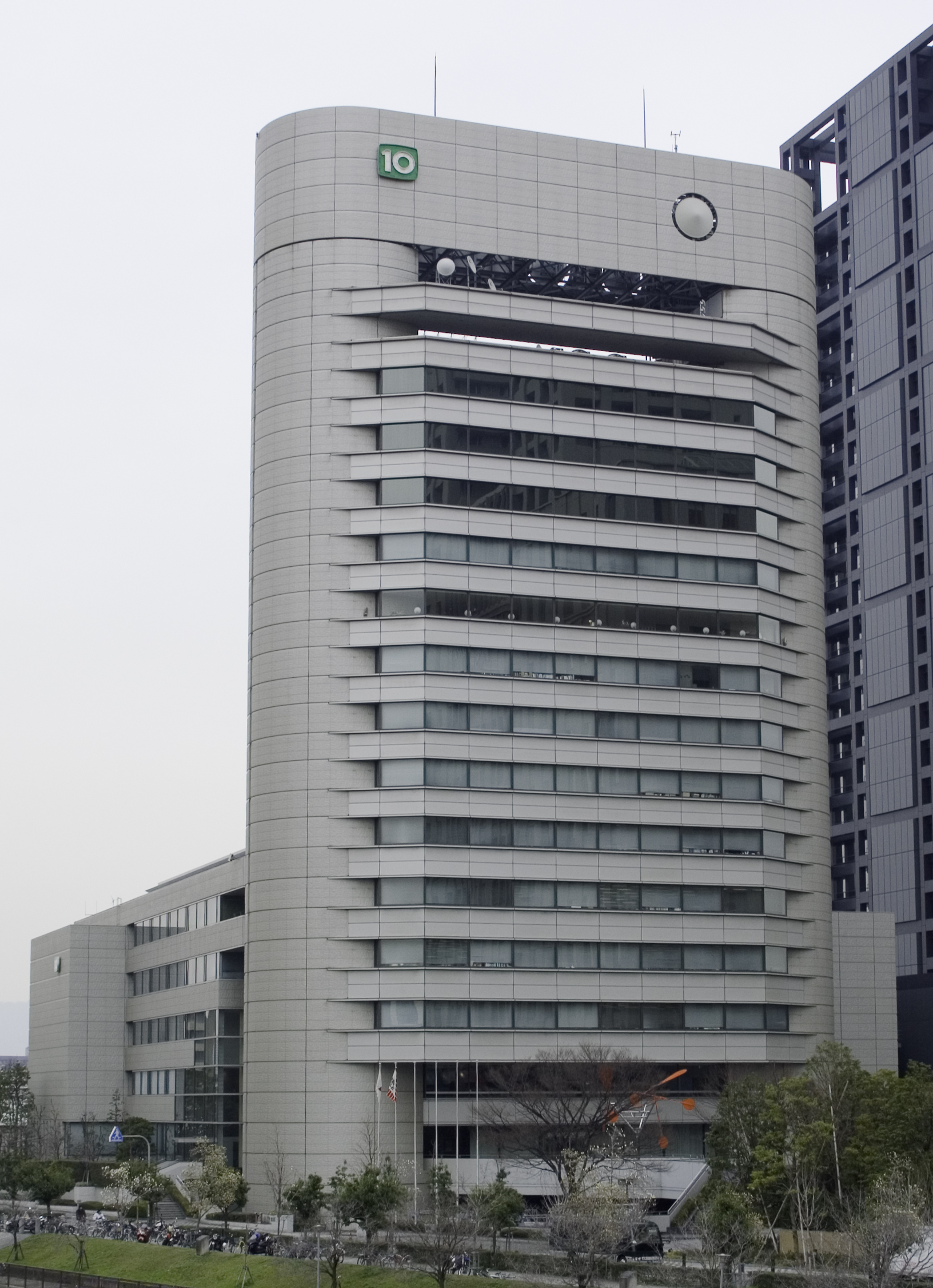
読売テレビ本社移転（写真は大阪ビジネスパーク社屋、2006年撮影）

- NHK放送センター内に新ニュースセンターが完成。[11]『NHKニュースTODAY』等がそこから放送。
- 3月31日
  - NHKのアナウンサーだった鈴木健二（東京アナウンス室所属）がこの日で定年退職。鈴木が司会を務めていた『クイズ面白ゼミナール』と『お元気ですか』はいずれも退職から3日後の4月3日に終了した。
  - フジテレビのアナウンサーだった逸見政孝が同日付で退職、フリーとなる。当時平日キャスターを務めていた『FNNスーパータイム』は続投（1989年3月まで担当）。
- 4月16日 - フジテレビ会長でフジサンケイグループ会議議長の鹿内春雄が死去（43歳没）。後任に春雄の父であり元フジテレビ社長の鹿内信隆の娘婿・鹿内宏明が就任（1992年に後の同局社長となる日枝久らのグループにより解任）。
- 7月2日 - TBS系『月曜ロードショー』の解説者や同局系『そこが知りたい』の初代司会者などで知られた映画評論家の荻昌弘がこの日、肝不全のため死去（62歳没）。
- 7月13日 - 青森放送が日本の放送局で初めて事件・事故に際して遺族へのインタビューを自粛することを決める。きっかけは上海列車事故に巻き込まれた高校の遺族や関係者に対して執拗にインタビューを行ったことへの批判を受けたことによるため[12][13]。
- 7月18日 - TBSがCMバンクを更新。日本の放送業界で初めてテレビ放送の送出媒体として、D-2方式によるソニー製デジタルVTRを使用した、全デジタル式CMバンク及び送出装置の運用を開始。[14][15]
- 7月30日 - テレビ朝日で制作中だったドラマ『軽井沢シンドローム』の撮影中、主演の俳優堤大二郎の運転する車で事故が起こり、スタッフ1名が死亡、堤らキャスト・スタッフ6名が重軽傷。ドラマは制作中止となった（詳細は軽井沢シンドローム#テレビドラマを参照）。
- 8月1日 - 読売テレビが、1958年（昭和33年）の開局以来本社を置いていた大阪市北区東天満から中央区城見の大阪ビジネスパーク（OBP）に本社を移転[16][注 16]。
- 9月13日 - グラビアアイドルとして人気を博し、テレビ朝日系『ザ・テレビ演芸』やTBS系ドラマ『毎度おさわがせします』などバラエティ番組やテレビドラマなどで活躍したタレントで女優の堀江しのぶがこの日、悪性スキルス性胃がんのため死去（23歳没）。
- 10月9日 - フジテレビの報道キャスターを長年務めた山川千秋が死去（55歳没）。最後の出演は3月の『FNNモーニングコール』だった。

## 音声多重放送開始
- 5月27日 - 四国放送テレビ[17]

## 周年

### 開局・放送開始
- 2月1日 - 日本放送協会（NHK） テレビジョン本放送開始35周年
- 2月22日 - NHK熊本放送局、NHK鹿児島放送局 テレビジョン放送開始30周年
- 3月1日 - RKB毎日放送 テレビジョン放送開始30周年
- 4月1日

福島テレビ 開局25周年
奈良テレビ放送 開局20周年
- 6月1日 - 山陽放送 テレビジョン放送開始30周年
- 7月1日

西日本放送 テレビジョン放送開始30周年
静岡けんみんテレビ 開局10周年
- 8月12日 - 岐阜放送 テレビジョン放送開始20周年
- 8月28日

日本テレビ放送網 開局35周年
讀賣テレビ放送、テレビ西日本 開局30周年
- 9月1日 - テレビ愛知 開局5周年
- 10月1日 - 新潟テレビ21 開局5周年
- 10月15日 - NHK富山放送局 テレビジョン放送開始30周年
- 10月25日 - 信越放送 テレビジョン放送開始30周年
- 11月1日

静岡放送 テレビジョン放送開始30周年
テレビ静岡 開局20周年
- 11月3日 - 北海道テレビ放送 開局20周年
- 11月15日 - NHK長野放送局 テレビジョン放送開始30周年
- 11月22日 - 関西テレビ放送 開局30周年
- 12月1日 - NHK新潟放送局、北陸放送、南海放送 テレビジョン放送開始30周年
- 12月4日 - テレビユー福島 開局5周年
- 12月16日 - 新潟総合テレビ 開局20周年
- 12月23日 - NHK長崎放送局 テレビジョン放送開始30周年
- 12月24日 - 新潟放送 テレビジョン放送開始30周年
- 12月25日 - 東海テレビ放送 開局30周年
- 12月28日 - NHK盛岡放送局 テレビジョン放送開始30周年

### 番組
- 放送開始25周年
  - 『大河ドラマ』（NHK総合）
  - 『キユーピー3分クッキング』（日本テレビ、1月21日）[注 17]
- 放送開始20周年
  - 『連想ゲーム』（NHK総合）[18]
  - 『夜のヒットスタジオ』（フジテレビ）- 当時は『夜のヒットスタジオDELUXE』
  - 『HTBニュースロータリー』（北海道テレビ）
- 放送開始15周年
  - 『3時にあいましょう』（TBS）
  - 『ひらけ!ポンキッキ』（フジテレビ）
- 放送開始10周年
  - 『24時間テレビ 「愛は地球を救う」』（日本テレビ / NNN・NNS31局）[注 18]
  - 『ザ・ベストテン』（TBS）
  - 『花の新婚!カンピューター作戦』（関西テレビ）
- 放送開始5周年
  - 『世界まるごとHOWマッチ』（毎日放送）
  - 『レディス4』（テレビ東京）
  - 『スーパージョッキー』（日本テレビ）
  - 『THE フィッシング』（テレビ大阪）

## 記念回
- 1000回～
  - 夜のヒットスタジオDELUXE（フジテレビ） - 1000回、2月10日
  - 森田一義アワー 笑っていいとも!（フジテレビ） - 1500回
- 500回～
  - ザ・ベストテン（TBS） - 550回、9月22日[7]
- 300回
  - オレたちひょうきん族（フジテレビ） - 8月27日[19]
- 100回
  - だぅもありがと!（TBS） - 3月25日 ※最終回[2]
  - 風雲!たけし城（TBS） - 8月5日[19]

## 視聴率
（※関東地区、ビデオリサーチ調べ）

### スポーツ
1. ソウルオリンピック「男子マラソン」他（NHK総合、10月2日）43.4%
2. ソウルオリンピック「閉会式」（NHK総合、10月2日）40.8%
3. ソウルオリンピック「第9日」（NHK総合、9月25日 19:48-19:59）38.0%
4. 第43回びわ湖毎日マラソン（NHK総合、3月13日）34.9%
5. ソウルオリンピック「開会式」（NHK総合、9月17日 9:15-11:55）32.7%
6. プロ野球中継「ロッテ×近鉄」（テレビ朝日、10月19日）30.9％
7. '88プロ野球オールスターゲーム・第1戦（フジテレビ、7月24日）30.5%

### ドラマ
1. 連続テレビ小説 ノンちゃんの夢（NHK総合、9月24日）50.6%
2. 大河ドラマ 武田信玄（NHK総合、2月14日）49.2%
3. 連続テレビ小説 はっさい先生（NHK総合、2月27日）44.5%
4. 連続テレビ小説 純ちゃんの応援歌（NHK総合、12月24日）42.5%
5. もっとあぶない刑事 (日本テレビ、11月11日) 26.4%

### バラエティ・歌番組
1. 第39回NHK紅白歌合戦（NHK総合、12月31日）53.9%
2. 夜のヒットスタジオDELUXE SPECIAL（フジテレビ、2月10日）36.0%
3. クイズダービー（TBS、10月22日）33.6%
4. 火曜ワイドスペシャル 第4回爆笑!スターものまね王座決定戦（フジテレビ、11月29日）33.0%

### ニュース・報道
1. ニュース（NHK総合、9月24日 21:57-22:02）37.4%
2. ゆく年くる年（NHK総合、12月31日）36.9%
3. ニュース・天気予報（NHK総合、2月21日 20:45-21:00）36.7%
4. ニュース・天気予報（NHK総合、10月2日 19:30-20:00）36.4%
5. - ニュース（NHK総合、8月20日 8:30-8:35）33.9%
  - 7時のニュース・天気予報（NHK総合、9月25日）33.9%
6. ニュース・天気予報（NHK総合、9月25日 8:00-8:05）33.5%

### アニメ
1. サザエさん（フジテレビ、10月30日）32.7%

## テレビドラマ

### NHK
- 大河ドラマ 武田信玄（主演：中井貴一）
- 連続テレビ小説
  - ノンちゃんの夢（主演：藤田朋子）
  - 純ちゃんの応援歌（主演：山口智子）
- とっておきの青春
- 花へんろ・風の昭和日記
- 続・イキのいい奴
- テレビ文学館

### 日本テレビ系
- 長七郎江戸日記第2シリーズ
- 太陽の犬
- 猫、ふんじゃッた!（主演：西田敏行）
- 水曜ドラマ
  - 27才・LOVE気分
  - 風少女（出演：後藤久美子 他）
  - 恋人も濡れる街角 URBAN LOVE STORY（出演：中村雅俊 他）※最終作品
- 金曜8時
  - NEWジャングル
  - もっとあぶない刑事（主演：舘ひろし、柴田恭兵）
- 土曜グランド劇場
  - 春の砂漠（出演：名取裕子、林隆三、檀ふみ、国生さゆり 他）
  - 花嵐の森ふかく（出演：若村麻由美、阿部寛、大空眞弓 他）
  - 新婚物語（主演：沢口靖子、陣内孝則）
- 朝の連続ドラマ（よみうりテレビ制作）
  - 花らんまん（主演：野村真美）
  - 吉野物語（主演：未來貴子）

主なスペシャルドラマ
- 熱中時代スペシャル・三年五組の叛乱（出演：水谷豊 他） - 10月26日[注 19]
- 江夏八重子の生涯（鹿児島テレビ制作）- 10月27日[注 20][注 21]
- ズームイン!!朝!殺人事件 - 11月15日[注 22][注 23]
- 年末時代劇スペシャル 五稜郭（出演：里見浩太朗、野村宏伸、渡哲也、舘ひろし 他） - 12月30日、31日

枠改編
- 9月 - 水曜10時枠を廃止。10月5日、水曜21時より2時間ドラマ枠『水曜グランドロマン』を新設。日本テレビ系列の2時間ドラマ枠は『火曜サスペンス劇場』『木曜ゴールデンドラマ』（よみうりテレビ制作）に続き3枠目となる。同枠は1991年9月25日に廃止され、水曜10時枠は1991年10月に水曜ドラマ枠として再開。

### TBS系
- ナショナル劇場
  - 大岡越前・第10部
  - 水戸黄門・第18部
- 金曜9時
  - 痛快!ロックンロール通り（主演：沢口靖子、後藤久美子）
  - パパは年中苦労する（出演：田村正和 他）
  - 若奥さまは腕まくり!（主演：中山美穂、三田村邦彦）
  - とんぼ（主演：長渕剛）
  - スタンドバイミーII 〜気まぐれ天使〜（出演：安田成美、高橋かおり、伊東四朗 他）
- 月曜9時
  - 代議士の妻たち
  - 時間ですよたびたび（主演：森光子）
  - 3年B組金八先生第3シリーズ（主演：武田鉄矢）
- 水曜ドラマ
  - 空に星があるように
  - 海岸物語 昔みたいに…
  - 結婚してシマッタ!
  - 意外とシングルガール
  - 疑惑の家族
- 土曜10時枠
  - 親子ウォーズ ※最終作品
- 来来!キョンシーズ

主なスペシャルドラマ
- ママはアイドル!スペシャル完結編（主演：中山美穂） - 3月30日
- 時間ですよスペシャル 春の女神がやって来た（主演：森光子） - 3月30日
- 男女7人秋物語評判編（出演：明石家さんま、大竹しのぶ 他） - 4月1日
- トレード - 4月3日[20][21]
- おやじのヒゲ3・4（出演：森繁久彌、竹脇無我 他） - 4月23日、10月22日[注 24]
- 風よ、鈴鹿へ（出演：島田紳助 他） - 11月5日[注 24]
- 忠臣蔵・いのちの刻 - 12月28日
- 星野仙一物語 泣くなセン! 燃える男 - 12月31日

枠改編
- 3月 - 土曜10時枠をわずか2本（前年秋の『赤ちゃんに乾杯!』とこの年1月期の『親子ウォーズ』）で廃止、4月より2時間ドラマ枠『土曜ドラマスペシャル』を新設、半年ぶりに2時間枠が復活。

### フジテレビ系
- 月9
  - 君の瞳をタイホする!（出演：陣内孝則、三上博史、柳葉敏郎 他）
  - 教師びんびん物語（主演：田原俊彦、野村宏伸）
  - あそびにおいでョ!（出演：斉藤由貴、高杢禎彦 他）
  - 君が嘘をついた（出演：三上博史、麻生祐未、工藤静香 他）
- 水8
  - ザ・スクールコップ（出演：三浦洋一、伊藤かずえ、松村雄基 他）
  - 追いかけたいの!（出演：南野陽子、野村宏伸 他）
- 木8
  - ときめきざかり（主演：喜多嶋舞）
  - 熱っぽいの!（主演：南野陽子）
  - オトコだろッ!（出演：西田敏行、男闘呼組 他）
  - 金太十番勝負!（主演：田原俊彦、浅香唯）
- 木曜劇場
  - 窓を開けますか?（原作：田辺聖子 出演：松坂慶子、林隆三 他）
  - 家と女房と男の名誉（出演：沢口靖子、神田正輝 他）
  - 抱きしめたい!（主演：浅野温子、浅野ゆう子）
  - ニューヨーク恋物語（主演：田村正和、岸本加世子）
- 月曜7時30分枠
  - 花のあすか組!（出演：小高恵美、小沢なつき、石田ひかり 他）
  - ワイルドで行こう! BORN TO BE WILD（出演：光GENJI、喜多嶋舞 他）
- やっぱり猫が好き（出演：小林聡美、もたいまさこ、室井滋）
- 東海テレビ制作昼の帯ドラマ
  - 華の嵐
  - ふれ愛II
  - 愛無情
  - 再婚します。
- 阪急ドラマシリーズ（関西テレビ）
  - 1・2・3と4・5・ロク

主なスペシャルドラマ
- オレゴンから愛'88 ホームステイサマー - 8月26日

### テレビ朝日系
- ニュータウン仮分署
- あぶない雑居カップル
- はぐれ刑事純情派第1シリーズ（主演：藤田まこと）
- 名奉行遠山の金さん（主演：松方弘樹）
- さすらい刑事旅情編第1シリーズ（主演：三浦洋一）
- ダウンタウン探偵組（朝日放送）※金曜10時枠最終作品

主なスペシャルドラマ
- 必殺ワイド・新春 久しぶり!主水、夢の初仕事 悪人チェック!!（出演：藤田まこと、他 朝日放送）- 1月8日
- 京大アメリカンフットボール部誕生秘話 君に涙は似合わない（出演：中村雅俊、檀ふみ 他 朝日放送） - 3月29日
- サザエさん旅あるき（出演：竹下景子 他）- 4月5日[22]
- 吉本興業殺人事件（出演：桂三枝、ダウンタウン、他 朝日放送）[10]- 12月27日

枠改編
- 3月 - 『必殺シリーズ』等を放送してきた金曜10時枠（朝日放送制作）が『ダウンタウン探偵組』をもって廃枠（『ニュースステーション』の開始時間が全曜日22時に統一のため）。

### テレビ東京系
- マイアミ・バイス - 海外ドラマ ※1986年開始
- OH!キッチン家族（出演：関根勤、林寛子 他）[22]
- カッ飛び!ヤンヤン姫（主演：立花理佐、薬丸裕英）
- あぶない少年III（主演：SMAP）
- 隠密・奥の細道

主なスペシャルドラマ
- 12時間ワイドドラマ 花の生涯 井伊大老と桜田門 - 1月2日

枠新設
- 月曜・女のサスペンス

## 特撮
- じゃあまん探偵団 魔隣組（フジテレビ）
  - 出演：磯崎洋介、榎沢佐季子、畠重樹、伊藤慎、丸典膳カイ、渡辺篤史 他
- 超獣戦隊ライブマン（テレビ朝日）
  - 出演：嶋大輔、西村和彦、森恵、山口正朗、河本忍、高坂真琴、中田譲治 他
- 世界忍者戦ジライヤ（テレビ朝日）
  - 出演：筒井巧、関口めぐみ、橋本巧、初見良昭、田谷知子、広田一成、飯塚昭三 他
- 仮面ライダーBLACK RX（毎日放送） - 『第3期仮面ライダーシリーズ』最終作（毎日放送では最後の放送）
  - 出演：倉田てつを、高野槇じゅん、赤塚真人、鶴間エリ、高畑淳子、大宮悌二 他
- 電脳警察サイバーコップ（日本テレビ）
  - 出演：吉田友紀、千葉美加、塩谷庄吾、北本隆司、佐々木竜馬、大門正明、佐藤仁哉、睦五朗 他
- ウルトラ怪獣大百科（テレビ東京）
  - 出演：青野武、赤木優

## テレビアニメ
- 闘将!!拉麵男（日本テレビ）
- 世界名作劇場 小公子セディ（フジテレビ）
- 宇宙伝説ユリシーズ31（名古屋テレビ）
- ゲゲゲの鬼太郎・地獄編（フジテレビ）
- 魁!!男塾（フジテレビ）
- おそ松くん（フジテレビ）
- つるピカハゲ丸くん（テレビ朝日）
- F-エフ（フジテレビ）
- 燃える!お兄さん（日本テレビ）
- キテレツ大百科（フジテレビ）
- シティーハンター2（読売テレビ）
- 新まんがなるほど物語（TBS）
- ドクター秩父山（フジテレビ）
- めいさくわーるど（フジテレビ）- ひらけ!ポンキッキの1コーナーとして放送。
- わんぱくダック夢冒険
- どんどんドメルとロン（テレビ東京）
- 世界名作童話シリーズ（テレビ東京）
- いきなりダゴン（テレビ朝日）
- トランスフォーマー 超神マスターフォース（日本テレビ）
- 超音戦士ボーグマン（日本テレビ）
- 魔神英雄伝ワタル（日本テレビ）
- ホワッツマイケル（テレビ東京）
- トッポジージョ→夢みるトッポジージョ（朝日放送）
- 鎧伝サムライトルーパー（名古屋テレビ）
- ママお話きかせて（日本テレビ）
- ハロー!レディリン（テレビ東京）
- 鉄拳チンミ（テレビ朝日）
- ビリ犬（テレビ朝日）
- 新グリム名作劇場（テレビ朝日）
- それいけ!アンパンマン（日本テレビ、2021年現在放映中）
- ひみつのアッコちゃん（フジテレビ）
- ハーイあっこです（朝日放送）
- 美味しんぼ（日本テレビ）
- 名門!第三野球部（フジテレビ）

## 報道・情報番組
開始番組
- NHKモーニングワイド（NHK総合）
- イブニングネットワーク（NHK総合）
- NHKニュースTODAY（NHK総合）
- NHK経済マガジン（NHK総合）
- NNNニュースプラス1（日本テレビ）
- 追跡（日本テレビ）
- NNNきょうの出来事 Sports&News（日本テレビ）枠拡大、改題
- JNNニュースデスク'88（TBS）
- タイム3（フジテレビ）
- ニュースバスターズ（フジテレビ）
- とれんでぃ9（テレビ朝日）
- ワールドビジネスサテライト（テレビ東京）
- 晴れ時々たかじん（朝日放送）
- コケコッコー（名古屋テレビ）
- ニュースプラス1いわて（テレビ岩手）

終了番組
- ニュースセンター9時（NHK総合）
- NNNライブオンネットワーク（日本テレビ）
- JNNニュース22プライムタイム（TBS）
- 3時のあなた（フジテレビ）

## スポーツ番組
- カルガリーオリンピック中継（NHK）
- ソウルオリンピック中継番組（NHK・民放各局）
- こちら夢スタジアム（日本テレビ）
- タモリ・たけし・さんまBIG3 世紀のゴルフマッチ（フジテレビ）
- ビートたけしのスポーツ大将（第2期）（テレビ朝日）
- 原田伸郎のめざせパーゴルフ（サンテレビ）

## バラエティ番組
- 欽きらリン530!!（日本テレビ）
  - 欽ちゃんの気楽にリン（日本テレビ）
- ビートたけしの全日本お笑い研究所→番組の途中ですが…!再びたけしです（日本テレビ）
- スター生たまご・邦子のいまドキ芸能界（読売テレビ）
- ざまぁKANKAN!（読売テレビ）
- お笑いベストヒット（TBS）[3]
- とんねるずのみなさんのおかげです（フジテレビ）
- あっぱれさんま大先生（フジテレビ）
- 冗談画報（フジテレビ）
- 夢で逢えたら（フジテレビ）
- 欽ちゃんのどこまで笑うの!?（テレビ朝日）
- キラリ!!美少女（テレビ朝日）
- 華麗にAh!so（テレビ朝日）
- 探偵!ナイトスクープ（朝日放送）
- 嵐の冗談本舗（テレビ東京）[22]
- なんでもベストテン!（テレビ東京）

## トーク番組
- 噂的達人（TBS）[3]
- アッコのおかしな仲間（読売テレビ）
- たけしのここだけの話（関西テレビ）

## クイズ番組
- クイズ百点満点（NHK総合）
- クイズ世界はSHOW by ショーバイ!!（日本テレビ）
- クイズ!!体にいいTV（日本テレビ）
- クイズ日本昔がおもしろい（TBS）
- クイズこれはウマい!（TBS）
- おもしろニッポン!なっとく歴史館→クイズなっとく歴史館（フジテレビ）
- クイズ!年の差なんて（フジテレビ）
- クイズMONOものがたり（テレビ朝日）
- 石坂浩二の世界うらもおもても（朝日放送）

## 音楽番組
- 歌謡パレード（NHK総合）
- ジャストポップアップ（NHK総合）
- 新伍の演歌大全集（日本テレビ）

## 教養・ドキュメンタリー番組
- サイエンスQ（NHK総合）
- プルプルプルン（NHK教育）
- ピックンとアップン（NHK教育）
- あつまれじゃんけんぽん（NHK教育）
- 歴史みつけた（NHK教育）
- 青春すくらんぶる（NHK教育）
- 芸能花舞台（NHK教育）
- 地球発19時（毎日放送）枠移動、改題

## 紀行・旅番組
- 味の素ごちそうさまワールド・地球おいしいぞ!!（日本テレビ）
- 人情一本こころの旅（フジテレビ）

## 単発特別番組枠
- 土曜スーパースペシャル（日本テレビ）
- 火曜スーパーワイド（テレビ朝日）

## 特別番組
- 1月3日
  - タモリ・たけし・さんまBIG3 世紀のゴルフマッチ（フジテレビ）第1回
- 3月13日 - 青函トンネル開業（NHK総合）
- 3月27日
  - 今夜笑いで結ばれる!日本列島一直線（関西テレビ）[注 25][2]
- 3月28日
  - 加トちゃんケンちゃん突撃!春の大作戦!!（TBS）[2]
- 3月30日
  - アッコの大っきくてゴメン!（日本テレビ）[2]
- 3月31日
  - フジテレビ開局30年特別記念番組 フジテレビ30年史 秘蔵VTR一挙大公開（フジテレビ）
- 4月1日 - 第1回芸能人オールスター夢の球宴（フジテレビ）[22][注 26]
- 4月6日 - ザ・ドリームカップ日本・香港芸能人友好サッカー大会（テレビ朝日）[22]
- 4月19日 - 所さんの大わらい!うらら陽気なミュージシャン（フジテレビ）[注 27][22]
- 4月30日 - 美空ひばりIN東京ドーム 不死鳥翔ぶ!!新しき空に向かって（日本テレビ）[22]
- 7月22日 - '88夏休みスペシャル 思い出のアイドルスター大集合in大磯[注 26]
- 8月6日 - 夏服の少女たち〜ヒロシマ・昭和20年8月6日〜（NHK総合）[注 28][23]
- 8月18日 - アイデア対決・ロボットコンテスト（NHK総合）第1回放送
- 9月2日 - 初公開・芸能界㊙スターの素顔ウラ顔（フジテレビ）[注 26]
- 11月25日 - さんまのほんじゃたのンます（フジテレビ）[注 26][24]
- 12月31日
  - 第1回全国おもしろニュースグランプリ（テレビ朝日）
  - テレビCM30年史（フジテレビ）

### 2回以上放送のシリーズ番組
- 1月1日
  - 豪華!スター家族対抗初春ジャンボクイズ!（日本テレビ）
  - 輝け!!人気スターチーム対抗大合戦!（日本テレビ）
  - 初詣!爆笑ヒットパレード（フジテレビ）
  - 第25回新春スターかくし芸大会（フジテレビ）
  - プロ野球オールスター大運動会（テレビ東京）
- 1月2日、5月14日、10月8日 - 欽ちゃんの爆笑仮装コンテスト! 第23・24・25回全日本仮装大賞（日本テレビ）
- 1月26日 - 第2回オールスタープロ野球12球団対抗歌合戦（フジテレビ）[注 27]
- 3月3日（第5回） - タモリのいたずら大全集（日本テレビ）[注 29][2]
- 3月15日（第1回）[注 27]、10月（第2回）[注 26] - 人間地上絵グランプリ（フジテレビ）[2]
- 3月22日 - 放送記念日特集（NHK総合）[2]
- 3月24日（第1回）、12月29日（第2回） - 全日本人文字コンテスト（日本テレビ）[注 29][2]
- 3月29日、10月4日 - クイズまるごと大集合（TBS）
- 4月7日[22]、10月 - 番組対抗ハプニングNG大賞（日本テレビ）（日本テレビ）[注 29]
- 5月5日[注 29]、8月19日[3] - 日本テレビ開局35年特別記念番組 スーパー・ドキュメント・スペシャル チョモランマがそこにある!世界最高峰からの初の衛星生中継（日本テレビ）
- 7月16日〜7月17日 - FNSスーパースペシャル 1億人のテレビ夢列島'88（フジテレビ / FNS25局）[4]
- 8月19日 - 夏休みスペシャル ムツゴロウとゆかいな仲間たちおしゃれな世界のスーパーわんちゃん（フジテレビ）[注 26][3]
- 8月26日 - ライオンスペシャル 第8回全国高等学校クイズ選手権（日本テレビ）
- 8月27日〜8月28日 - 24時間テレビ 11「愛は地球を救う」（日本テレビ / NNN・NNS31局）
- 11月3日〜12月1日 - 第12回アメリカ横断ウルトラクイズ（日本テレビ）[注 29]
- 12月23日
  - ドリフのクリスマスプレゼント（フジテレビ）[注 26]
- 12月27日
  - ドリフ大爆笑'88年末特別総集編（フジテレビ）[注 27]
- 12月31日
  - 第39回NHK紅白歌合戦（NHK総合）
  - 輝く!第30回日本レコード大賞（TBS）
- 12月31日〜1989年1月1日
  - ゆく年くる年（NHK）
  - ゆく年くる年（テレビ朝日 / 民放全局）最終回

### レギュラー番組のスペシャル版
- 1月1日 - 新春笑点スペシャル（日本テレビ）
- 3月31日 - 春のHOWマッチスペシャル クイズまるごと20世紀（毎日放送）[2]
- 4月2日 - 春のひょうきんスペシャル（フジテレビ）
- 9月26日 - 藤子不二雄ワールドスペシャル 4大ヒーロー大集合!!（テレビ朝日）
- 12月26日 - '88笑っていいとも!特大号（フジテレビ）
- 12月29日 - さよなら1988 ザ・ベストテン豪華版（TBS）

## 既存番組の音声多重化

### ステレオ放送化
- 連想ゲーム（NHK総合）- 4月6日から